# Bussnang
Bussnang (toponimo tedesco) è un comune svizzero di 2 261 abitanti del Canton Turgovia, nel distretto di Weinfelden.

## Storia
Nel 1996 Bussnang ha inglobato i comuni soppressi di Friltschen, Lanterswil, Mettlen, Oberbussnang, Oppikon, Reuti e Rothenhausen.

## Monumenti e luoghi d'interesse

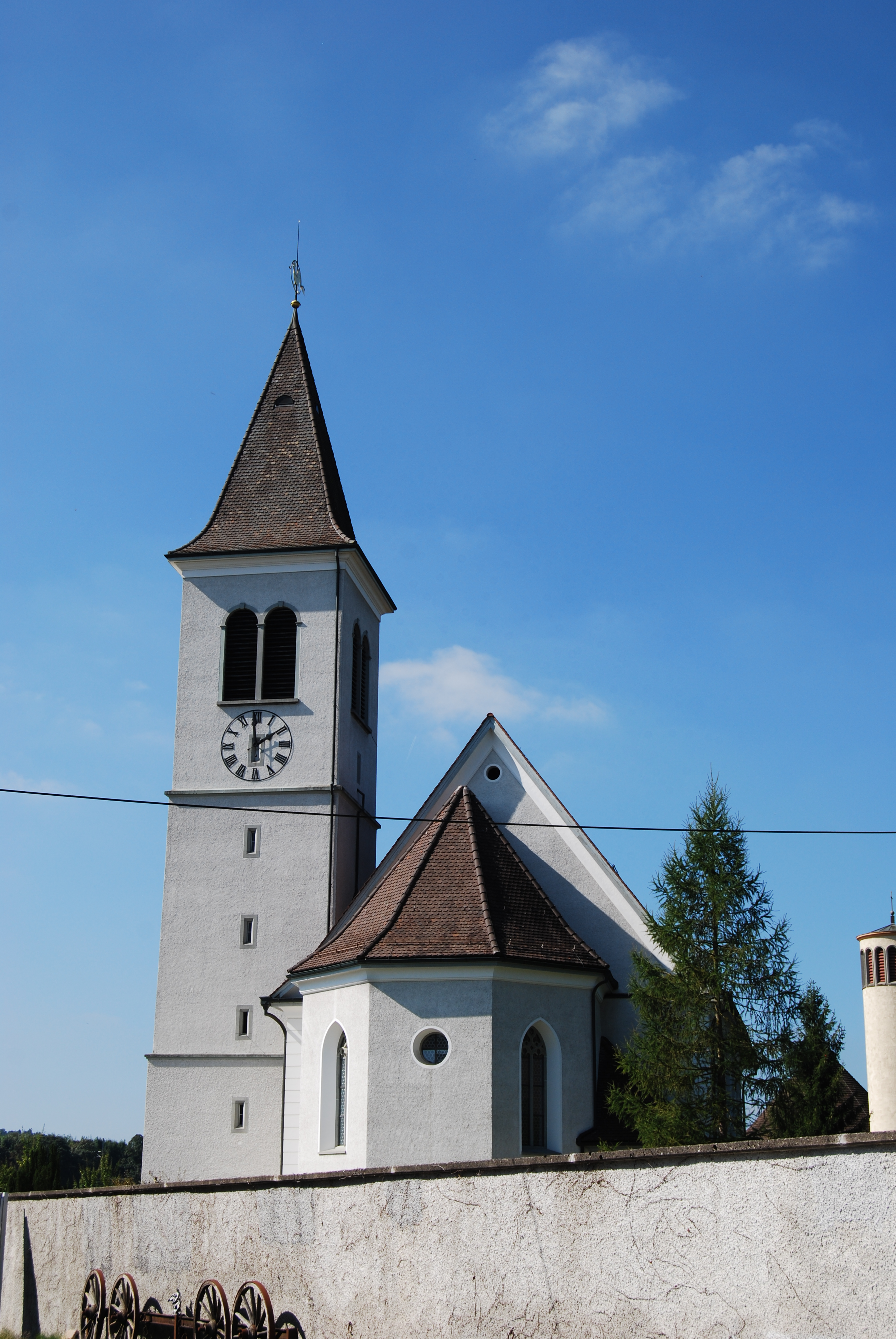
La chiesa riformata di San Giovanni Battista

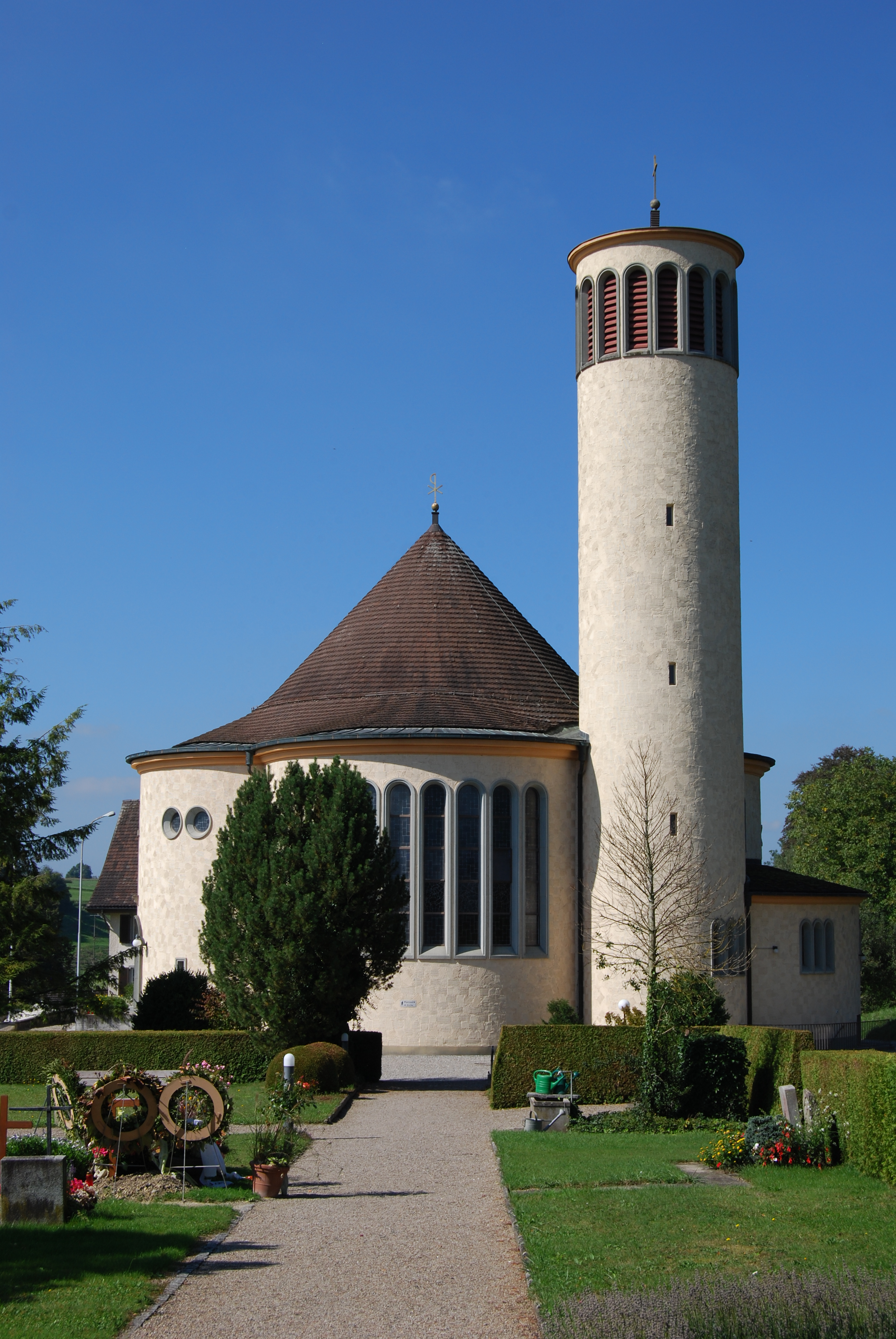
La chiesa cattolica di San Giuseppe

- Chiesa riformata di San Giovanni Battista (fino al 1123 di San Gallo), eretta nell'885[1];
- Chiesa cattolica di San Giuseppe, eretta nel 1935[1].

## Società

### Evoluzione demografica
L'evoluzione demografica è riportata nella seguente tabella (con Friltschen, Lanterswil, Mettlen, Oberbussnang, Oppikon, Reuti, Rothenhausen e, fino al 1990, Istighofen):
Abitanti censiti

## Geografia antropica

### Frazioni
- Friltschen[4]
  - Wart
  - Weingarten
- Lanterswil[5]
  - Kirchbühl
  - Neuhof
  - Niederhof
  - Stehrenberg
- Mettlen[6]
  - Altegg
  - Itobel
- Oberbussnang[7]
  - Margenmühle
  - Neuberg
- Oppikon[8]
  - Eppenstein
  - Oberoppikon
  - Schmidshof
  - Unteroppikon
- Reuti[9]
  - Wertbühl
- Rothenhausen[10]
  - Puppikon
  - Thurrain

## Amministrazione
Ogni famiglia originaria del luogo fa parte del cosiddetto comune patriziale e ha la responsabilità della manutenzione di ogni bene ricadente all'interno dei confini del comune.

## Infrastrutture e trasporti
È servito dalle stazioni di Bussnang e di Oppikon sulla ferrovia Mittelthurgaubahn.